# Plural majestático
O plural majestático (do latim pluralis majestatis: 'plural de majestade'), também chamado plural de modéstia, refere-se ao uso (geralmente, por uma autoridade)  da primeira pessoa do plural (nós) em lugar da primeira pessoa do singular (eu), para designar autoridade expressiva e generalidade, ou o  emprego da segunda pessoa do plural (vós) em vez da segunda pessoa do singular (tu), em atitude respeitosa para com o interlocutor;  neste último caso ainda é usado por soberanos ou personalidades religiosas; e no primeiro, na língua falada ou escrita, quando quem escreve ou fala se refere a si próprio usando a primeira pessoa.

## História
O uso do plural majestático já ocorria em escritos da Roma antiga, por exemplo, nas obras autobiográficas de Marcos Túlio Cícero. Esse tipo de forma de tratamento se difundiu em muitos países como modo de expressão formal sobretudo de soberanos e papas (daí o nome "majestático"), da imagem institucional associada a essas funções, que representariam portanto uma coletividade.
Atualmente, o uso do pluralis majestatis tem diminuído em quase toda parte. No âmbito da Igreja Católica, foi João Paulo I quem colocou um fim na utilização dessa locução nos seus discursos públicos, embora o uso da fórmula permaneça nos escritos oficiais da Igreja. Em 1989, Margaret Thatcher, então primeira-ministra do Reino Unido, foi ironizada pela imprensa quando usou o plural majestático (em inglês royal we) para anunciar que se tornara avó. No entanto, em português, o plural majestático, convertido em plural de modéstia, ainda é muito usado, como recurso estilístico, tanto na comunicação formal como na literatura, por oradores e escritores, como forma de evitar o tom individualista no discurso, quando este se apresenta como fala coletiva, ou para criar proximidade com o leitor.

## Descrição
Como o plural majestático não corresponde a um plural semântico, a concordância nominal não se processa da forma regular. Trata-se de um caso de concordância gramatical irregular ou ideológica denominado silepse de número. O verbo é flexionado na primeira pessoa do plural (concordando com o sujeito que é, apenas formalmente, plural). Mas a ideia é a de um só agente, e, por isso, a concordância se processa não formalmente, mas ideologicamente. A concordância nominal – particularmente o adjetivo e o particípio – é ocorre de acordo com o gênero da pessoa que fala. Assim, o orador ou oradora dirá, conforme seja o seu gênero, "Fomos surpreendido" ou "Fomos confrontada". O predicativo não concordará gramaticalmente com a primeira pessoa do plural ("nós"), permanecendo no singular. Os pronomes pessoais do caso oblíquo e os possessivos também devem ser os da primeira pessoa do plural: nos, conosco, nosso. Exemplo: "Estamos confiante em nossa capacidade de atender à expectativa da população, à qual nos dirigiremos sempre para auscultar-lhe a vontade".